# Meld (软件)
Meld是GNOME的可视化diff和merge工具，其主要针对开发人员。它允许用户直观地比较两个或三个文件或目录，并对不同的行进行颜色编码。
Meld允许你比较文件、目录和版本控制仓库。它提供了文件和目录的双向和三方比较，并支持许多版本控制系统，包括Git、Mercurial、Baazar、CVS和Subversion。
Meld是受GNU通用公共许可协议（GPL）条款约束的自由开源软件。

## 需求
Meld 3.18.0的要求如下:
- Python 3.3
- GTK+ 3.14
- GLib 2.36
- PyGObject 3.14
- GtkSourceView 3.14
- pycairo

## 另请参阅
- 文件比较工具的比较（英语：Comparison of file comparison tools）
- Kompare